# Farsta-Methode
Die Farsta-Methode ist ein Interventionsansatz für akute Mobbing-Fälle. Benannt ist sie nach dem Stockholmer Stadtteil Farsta, wo sie von Karl Ljungström entwickelt wurde.

## Vorgehen und Wirksamkeit
Im Gegensatz zum No Blame Approach werden bei der Farsta-Methode die Tatverantwortlichen mit ihren Taten konfrontiert. Diese Konfrontation erfolgt im Rahmen eines Gesprächs mit der „Anti-Mobbing-Gruppe“ der Schule. Diese besteht aus 2 bis 5 Lehrkräften der Schule und/oder Fachkräften für Sozialarbeit, die für diese Gesprächsführung fortgebildet sind. Im Gespräch wird der Mobbing-Vorwurf klar formuliert und es wird deutlich gemacht, dass dieses Verhalten von der Schule nicht geduldet und bei Fortsetzung geahndet wird. Im Anschluss an das Konfrontationsgespräch finden wöchentlich kurze Kontrollgespräche statt. Kooperieren die Tatverantwortlichen, wird der Gesprächsmodus vom Kontrollgespräche zum Beratungsgespräche geändert. Bei fortschreitendem Mobbing werden unverzüglich schulische Sanktionen erforderlich.
Die Datenlage zur Wirksamkeit der Methode ist uneinheitlich.